# Heinrich Kemper (Politiker, 1949)

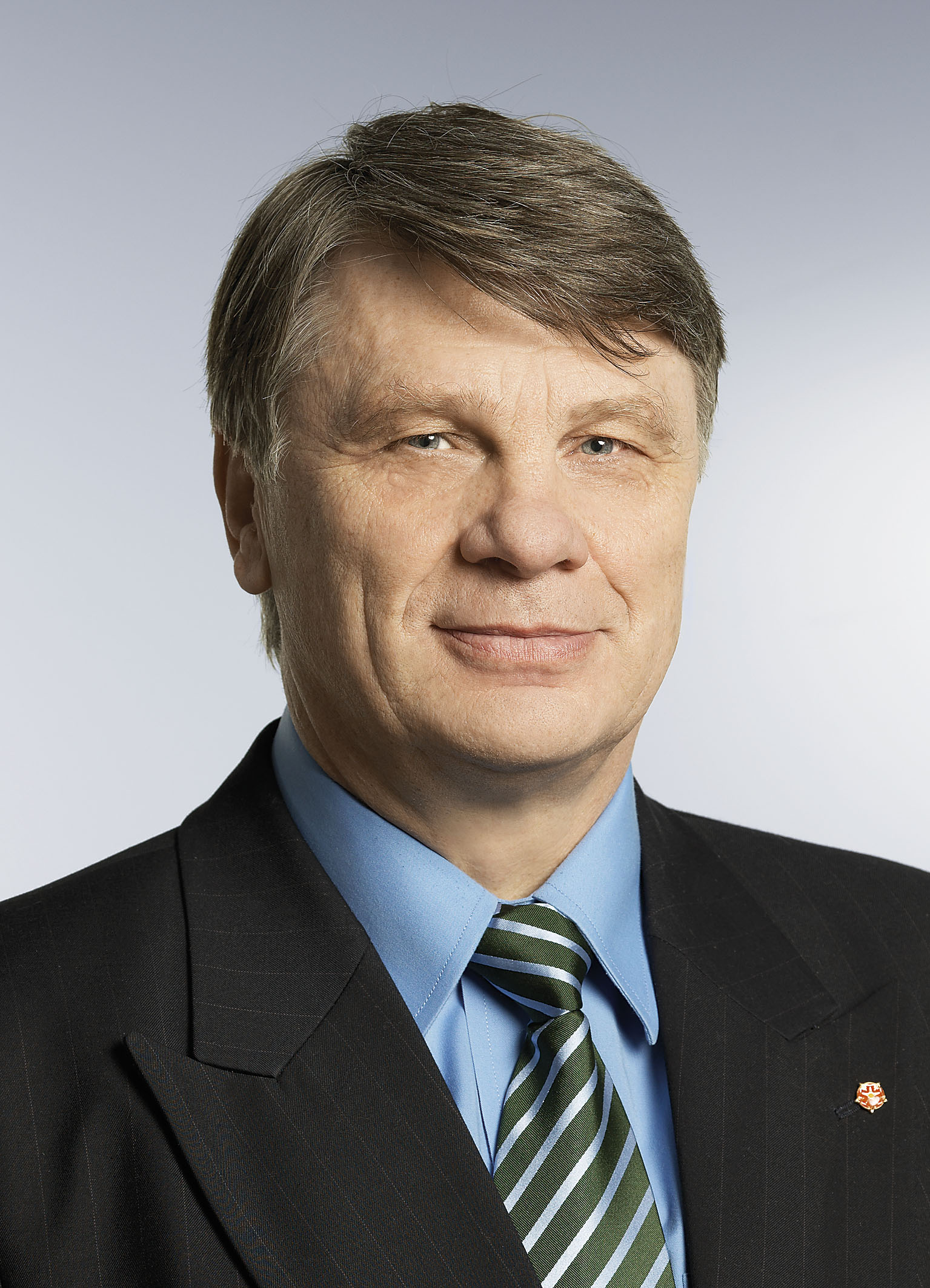
Heinrich Kemper

Heinrich Kemper (* 22. April 1949 in Lage) ist ein deutscher Landwirt und Politiker der CDU. Von 2005 bis 2010 war er im Landtagswahlkreis Lippe I direkt gewählter Abgeordneter des Landtages von Nordrhein-Westfalen.

## Ausbildung und Beruf
Heinrich Kemper wuchs in Ohrsen/Lage (Lippe) auf. Von 1955 bis 1959 besuchte er die Grundschule in Ohrsen, bevor er 1959 auf die Freiligrath-Realschule in Lage wechselte. Diese verließ er im Jahr 1965, um eine landwirtschaftlich Lehre in Hameln-Tündern zu beginnen. Ab dem Jahr 1966 besuchte er das damalige Städtische Gymnasium Oerlinghausen (heute Niklas-Luhmann-Gymnasium). Dieses verließ er 1970 mit der Allgemeinen Hochschulreife und nahm im gleichen Jahr das Studium der Chemie und Sportwissenschaften an der Universität Münster auf.
Nach seinem Studium 1976 übernahm Heinrich Kemper den seit über 500 Jahren in Familienbesitz befindlichen landwirtschaftlichen Betrieb. Seit 1999 ist er Mitglied der CDU.

## Familie
Heinrich Kemper ist verheiratet und hat drei Kinder.